# Liste der Nebenflüsse der Lahn
Die Liste der Nebenflüsse der Lahn enthält eine Auswahl von Nebenflüssen der Lahn mit orografischer Zuordnung (l = linksseitig, r = rechtsseitig), Länge in Kilometern (km) und Größe des Einzugsgebiets in Quadratkilometern (km²) – flussabwärts geordnet und nach den von ihr nacheinander durchflossenen Landkreisen aufgeteilt:

| Kreis Siegen-Wittgenstein, NW: - (l) Ilm (2,0 km, 1,9 km²) - (l) Großenbach (1,7 km) - (l) Ahbach (Abach; 3,4 km, 4,0 km²) - (l) Eltershauser Bach (2,8 km, 2,8 km²) - (l) Dreisbach (1,6 km) - (r) Auerbach (2,3 km, 2,2 km²) - (l) Feudinge (Haupt-OL Rüppersbach, daneben Laxbach; 6,3 km, 21,2 km²) - (r) Ilse (8,4 km, 11,8 km²) - (l) Welschebach (3,3 km, 2,3 km²) - (r) Wahlbach (0,9 km) - (l) Enderbach (2,2 km, 2,3 km²) - (r) Banfe (11,5 km, 38,9 km²) - (r) Wabach (4,55 km, 5,6 km²) - (l) Laasphe (8,35 km, 19,6 km²) - (l) Kalteborn (2,2 km) - (l) Puderbach (6,2 km, 9,4 km²) Oberhalb bis unterhalb der Puderbachmündung ist die Lahn für einen 400 m kurzen Abschnitt Grenzfluss; das rechte Ufer liegt dort bereits im nachfolgenden Landkreis MR. | Landkreis Marburg-Biedenkopf, HE - (r) Perf (19,95 km, 113,1 km²) - (l) Hainbach I (5,5 km, 9,3 km²) - (r) Roßbach (3,8 km) - (l) Weifenbach (4,2 km, 7,7 km²) - (l) Hainbach II (4,4 km, 5,5 km²) - (r) Martinsbach (3,6 km, 6,1 km²) - (l) Mußbach (4,9 km, 4,0 km²) - (r) Dautphe (8,8 km, 41,8 km²) - (r) Stegebach (3,0 km) - (l) Katzenbach (4,7 km, 6,5 km²) - (l) Ellenbach (3,6 km) - (l) Lauterbach (2,4 km) - (r) Elmshäuser Bach (3,2 km) - (l) Warzenbach (5,1 km, 8,5 km²) - (r) Kernbach (2,7 km) - (r) Erlenbach (1,9 km) - (r) Michelbach (2,7 km, 6,2 km²) - (l) Steingraben (3,3 km) - (l) Stinkelsgraben (4,5 km) - (l) Scherbachsgraben (3,5 km) - (l) Rodenbach (4,3 km) - (l) Wetschaft (29,0 km, 169,2 km²) - (l) Ohm (59,7 km, 983,8 km²) - (r) Teufelsgraben (1,9 km) - (l) Knutzbach (3,6 km; kommt vom „Wolfsloch“ an der Gemarkungsgrenze zwischen Ginseldorf und Marburg) - (r) Gefällsackergraben (2,3 km) - (l) Zahlbach (2,6 km) - (l) Rollwiesenbach (Badstubengraben; 2,2 km) - (l) Pfaffengrundbach (4,4 km, 4,7 km²) - (l) Bach aus dem Eselsgrund (4,3 km) - (l) Bortshäuser Bach (2,5 km, 9,0 km²) - (r) Allna (19,1 km, 92,0 km²) - (r) Wenkbach (6,4 km, 8,4 km²; in Par-Allna) - (r) Walgerbach (7,8 km, 12,4 km²; in Par-Allna) - (l) Zwester Ohm (20,0 km, 69,5 km²) | Knapp oberhalb der Salzbödemündung ist die Lahn für einen 1,8 km langen Abschnitt Grenzfluss zwischen MR (rechts) und GI (links); der linksseitige 2583394 mündet bereits in GI, während die später mündenden rechtsseitigen Zuflüsse 2583396 und 2583398 noch in MR liegen. Landkreis Gießen, HE - (r) Salzböde (27,6 km, 137,8 km²) - (l) Tiefenbach (3,4 km, 4,9 km²) - (l) Lumda (30,0 km, 131,5 km²) - (r) Wißmarbach (6,2 km, 10,4 km²) - (r) Gleibach (7,7 km, 7,5 km²) - (l) Wieseck (24,3 km, 119,6 km²) - (r) Fohnbach (Kropbach; 12,0 km, 13,5 km²) - (r) Bieber (13,6 km, 34,7 km²) - (l) Kleebach (27,1 km, 164,6 km²) Der Kleebach ist bereits Grenzfluss zum Landkreis LDK; unterhalb seiner Mündung ist die Lahn für einen 400 m kurzen Abschnitt Grenzfluss zwischen GI (rechts) und LDK (links), jedoch gibt es hier keine Zuflüsse. |

| Lahn-Dill-Kreis, HE - (l) Welschbach (7,5 km, 12,1 km²) - (r) Schwalbenbach (Atzbach; 9,5 km, 12,8 km²) - (r) Metzebach (5,1 km) - (l) Wetzbach (11,8 km, 32,9 km²) - (r) Dill (55,0 km, 717,7 km²) - (r) Oberbieler Grundbach (3,5 km, 7,7 km²) - (l) Solmsbach (24,6 km, 112,5 km²) - (l) Iserbach (Möttbach; 19,2 km, 31,2 km²) - (r) Leuner Bach (3,9 km, 5,0 km²) - (r) Helgenbach (3,5 km, 5,0 km²) - (l) Tiefenbach (Lindelbach; 5,5 km, 11,0 km²) - (r) Ulmbach (22,9 km, 60,9 km²) Unterhalb der Ulmbachmündung ist die Lahn für rund 800 m Grenzfluss zwischen LDK (rechts) und LM (links); jedoch gibt es hier keine Zuflüsse. | Landkreis Limburg-Weilburg, HE - (r) Kallenbach (14,6 km, 84,7 km²) - (r) Worstbach (3,0 km) - (l) Grundbach (7,0 km, 13,4 km²) - (r) Walderbach (3,7 km, 4,8 km²) - (l) Weil (46,6 km, 247,9 km²) - (r) Odersbach (1,7 km, 3,0 km²) - (l) Schottenbach (2,0 km, 1,8 km²) - (l) Leistenbach (4,0 km, 6,6 km²) - (r) Seelbach (3,4 km, 2,7 km²) - (l) Villmarbach (2,5 km, 3,0 km²) - (l) Unterer Ansbach (1,2 km) - (r) Kerkerbach (20,7 km, 70,2 km²) - (r) Tiefenbach (8,5 km, 15,5 km²) - (r) Dehrner Bach (3,7 km, 5,0 km²) - (l) Emsbach (39,1 km, 321,8 km²) - (l) Kasselbach (Linterbach; 5,5 km, 7,4 km²) - (r) Elbbach (40,7 km, 323,7 km²) Unterhalb der Elbbachmündung ist die Lahn für einen 450 m kurzen Abschnitt Grenzfluss zwischen LM (links) und EMS (rechts); hier fließen ihr jedoch keine Nebenbäche zu. | Rhein-Lahn-Kreis, RP: - (r) Hambach (6,3 km, 11,6 km²) - (r) Heistenbach (4,7 km, 5,2 km²) - (l) Aar (49,7 km, 312,6 km²) - (r) Langenbach (ca. 2,7 km) - (l) Reiserbach (2,2 km, 2,1 km²) - (r) Daubach (4,8 km, 8,0 km²) - (l) Schaumburgerbach (3,2 km, 5,7 km²) - (r) Schroarbach (2,6 km, 2,7 km²) - (r) Kiesbach (3,0 km, 2,6 km²) - (l) Rupbach (6,8 km, 28,0 km²) - (r) Waselbach (4,3 km, 6,4 km²) - (l) Dörsbach (32,0 km, 114,0 km²) - (r) Gelbach (39,7 km, 221,2 km²) - (r) Kallbach (Kalterbach; r, 5,4 km) - (l) Mühlbach (32,1 km, 171,9 km²) - (r) Neuzenbach (1,8 km) - (r) Unterbach (5,3 km, 11,2 km²) - (l) Rullsbach (1,5 km, 1,1 km²) - (l) Wiesbach (2,0 km, 2,1 km²) - (l) Braunebach (3,5 km, 3,3 km²) - (r) Emsbach (11,5 km, 29,4 km²) - (r) Fachbach (4,1 km, 3,5 km²) - (l) Schweizertalbach (2,5 km, 3,0 km²) - (l) Erzbach (3,4 km, 4,9 km²) - (r) Ruppertsklamm (1,9 km, 2,1 km²) |